# Kanton Bagnols-sur-Cèze
Der französische Kanton Bagnols-sur-Cèze liegt im Département Gard, im Arrondissement Nîmes und besteht seit 1801. Er hat (Stand: 1. Januar 2022) 37.558 Einwohner. Vertreter im Generalrat des Départements sind seit 2015 Sylvie Nicolle und Alexandre Pissas (beide DVG).

## Gemeinden
Der Kanton besteht aus elf Gemeinden mit insgesamt 28.824 Einwohnern (Stand: 1. Januar 2022) auf einer Gesamtfläche von 158,35 km²:
| Gemeinde                | Einwohner 1. Januar 2022 | Fläche km² | Dichte Einw./km² | Code INSEE | Postleitzahl |
| ----------------------- | ------------------------ | ---------- | ---------------- | ---------- | ------------ |
| Bagnols-sur-Cèze        | 18.124                   | 31,37      | 578              | 30028      | 30200        |
| Cavillargues            | 847                      | 11,27      | 75               | 30076      | 30330        |
| Chusclan                | 975                      | 13,23      | 74               | 30081      | 30200        |
| Connaux                 | 1.702                    | 9,58       | 178              | 30092      | 30330        |
| Gaujac                  | 1.069                    | 10,28      | 104              | 30127      | 30330        |
| Orsan                   | 1.197                    | 6,90       | 173              | 30191      | 30200        |
| Le Pin                  | 473                      | 5,96       | 79               | 30196      | 30330        |
| Sabran                  | 1.596                    | 35,64      | 45               | 30225      | 30200        |
| Saint-Étienne-des-Sorts | 537                      | 9,85       | 55               | 30251      | 30200        |
| Saint-Pons-la-Calm      | 501                      | 6,37       | 79               | 30292      | 30330        |
| Tresques                | 1.803                    | 17,90      | 101              | 30331      | 30330        |
| Kanton Bagnols-sur-Cèze | 28.824                   | 158,35     | 182              | 3005       | –            |

Bis zur landesweiten Neuordnung der französischen Kantone im März 2015 gehörten zum Kanton Bagnols-sur-Cèze die 18 Gemeinden Bagnols-sur-Cèze, Cavillargues, Chusclan, Codolet, Connaux, Gaujac, Orsan, Le Pin, La Roque-sur-Cèze, Sabran, Saint-Étienne-des-Sorts, Saint-Gervais, Saint-Michel-d’Euzet, Saint-Nazaire, Saint-Paul-les-Fonts, Saint-Pons-la-Calm, Tresques und Vénéjan. Sein Zuschnitt entsprach einer Fläche von 224,81 km2. Er besaß vor 2015 einen anderen INSEE-Code als heute, nämlich 3007.